# جون فيتزجيرالد (رياضي)
جون فيتزجيرالد (بالإنجليزية: John Fitzgerald)‏ (و. 1948  م) هو رياضي، ورياضي خماسي أمريكي، ولد في شيكاغو، شارك في الألعاب الأولمبية الصيفية 1976، والألعاب الأولمبية الصيفية 1972.

## روابط خارجية
- جون فيتزجيرالد على موقع أوليمبيديا (الإنجليزية)